# Gewöhnlicher Feldrittersporn
Der Gewöhnliche Feldrittersporn (Consolida regalis S.F.Gray, Synonym: Delphinium consolida L.), auch Acker-Rittersporn oder einfach Feldrittersporn bzw. nur Rittersporn genannt, ist eine Pflanzenart aus der Gattung der Feldrittersporne (Consolida) in der Familie der Hahnenfußgewächse (Ranunculaceae).

## Beschreibung

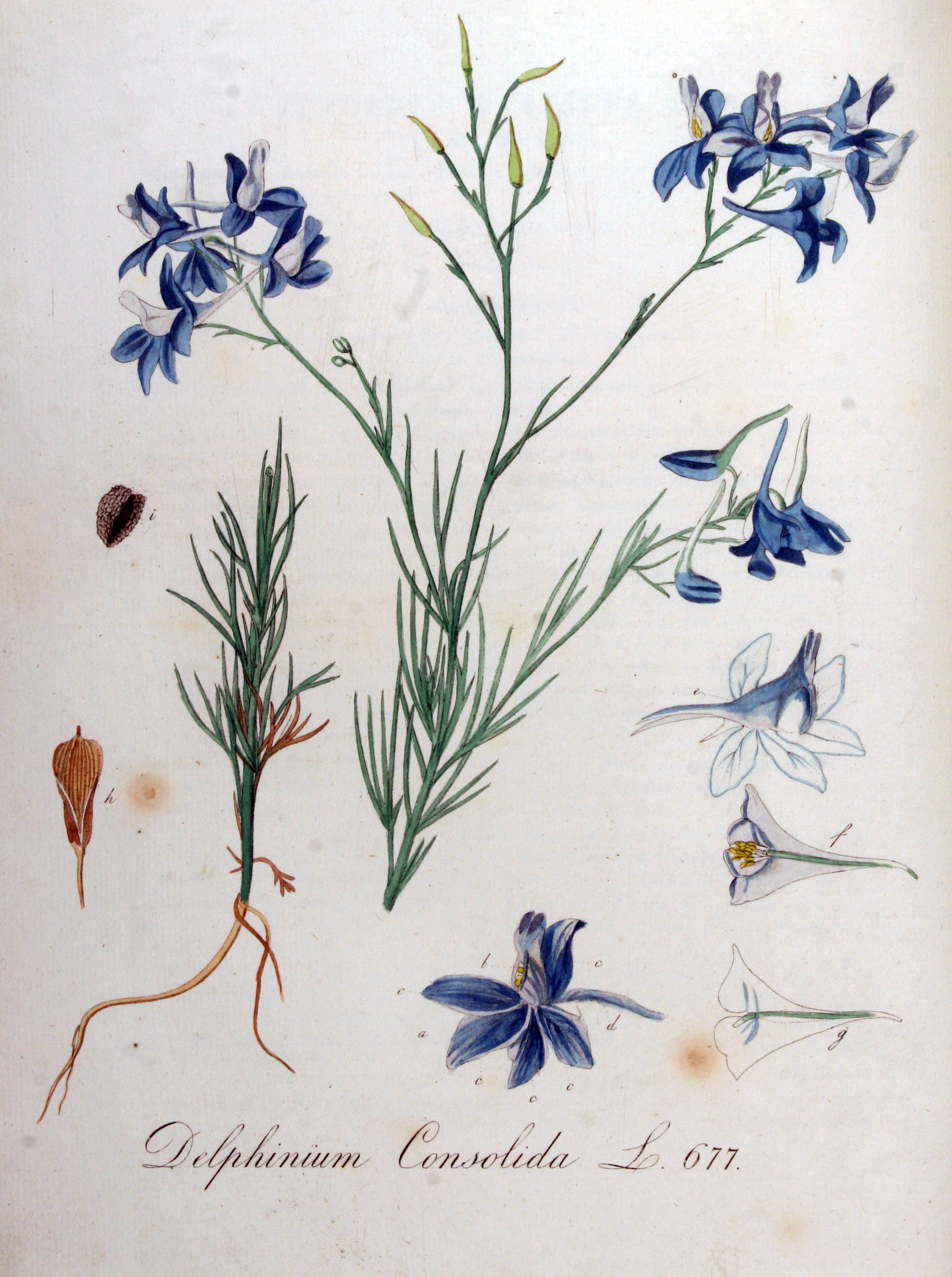
Illustration aus Flora Batava, Band 9

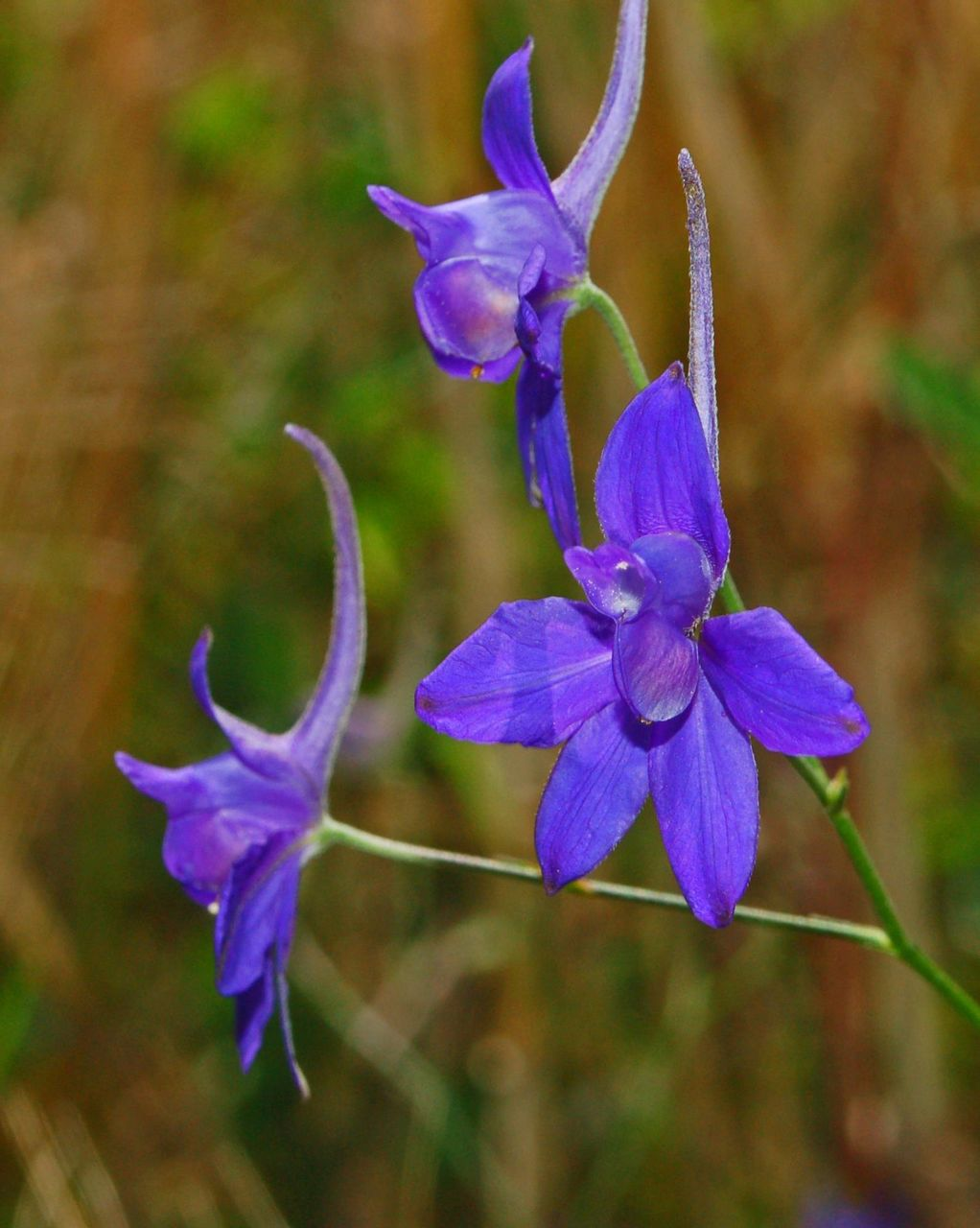
Zygomorphe Blüten

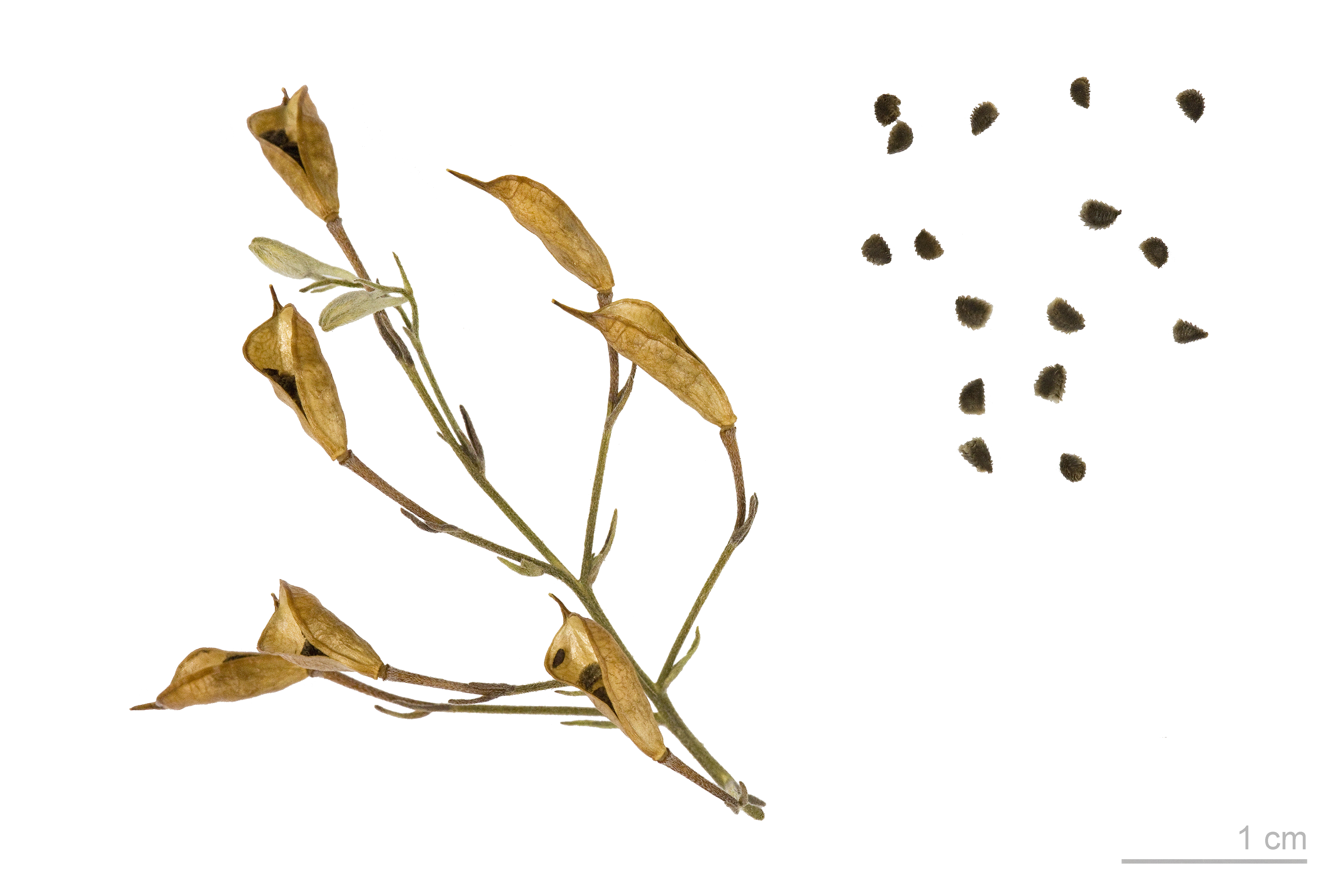
Früchte und Samen

### Vegetative Merkmale
Der Gewöhnliche Feldrittersporn ist eine einjährige krautige Pflanze, die Wuchshöhen von 20 bis 50 Zentimetern erreicht. Die wechselständigen Laubblätter sind ein- bis mehrfach dreiteilig in 1 Millimeter breite, lineale Zipfel geteilt.

### Generative Merkmale
Die Blütezeit reicht von Mai bis August. In einem traubigen Blütenstand stehen fünf bis acht Blüten jeweils über Tragblättern, die kürzer als Blütenstiele sind. Die zwittrige Blüte ist zygomorph. Die blauviolette Blüte besitzt einen einfachen, etwa 2 bis 4 Zentimeter langen waagrechten oder nach oben zeigenden Sporn, der aus zwei miteinander verwachsenen Nektarblättern gebildet wird. Es ist nur ein Fruchtblatt vorhanden.
Die einzelne kahle Balgfrucht weist eine Länge von etwa 2 Zentimeter auf und enthält viele Samen.
Die Chromosomenzahl für beide europäische Unterarten beträgt 2n = 16.

## Ökologie
Der Gewöhnliche Feldrittersporn ist sommer- oder winterannuell und in letzterem Fall dann als Rosettenpflanze überdauernd. Er wurzelt bis 50 Zentimeter tief.
Blütenbiologisch handelt es sich um vormännliche „Glockenblumen mit klebrigem Pollen“. Der Nektartrichter hat einen hummelkopfgroßen Eingang. Der Nektar ist nur langrüsseligen Hummeln und anderen Insekten mit mindestens 15 Millimeter langem Rüssel zugänglich. Griffel und Staubblätter biegen sich zur Reife nach oben. Die Blaufärbung der Blüten wird durch das Anthocyan Delphinidin hervorgerufen.
Die Fruchtreife erfolgt von August bis September. Diese bewirkt Selbstausbreitung der Samen als Austrocknungsstreuer, daneben ist sie ein Windstreuer. Die Samen sind Kältekeimer.

## Vorkommen
Der Gewöhnliche Feldrittersporn war in Mitteleuropa weit verbreitet, ist aber durch vermehrten Herbizideinsatz und intensive Bodenkultivierung selten geworden. In Deutschland ist er in der Roten Liste gefährdeter Arten als gefährdet eingestuft.
Der Gewöhnliche Feldrittersporn benötigt nährstoffreiche Getreideäcker, Wegsäume, Trockenplätze. Er gedeiht auch auf warmen, mäßig trockenen bis frischen, nährstoffreichen und basenreichen, neutral-milden, humosen lockeren Lehmböden. Er ist in Mitteleuropa eine Charakterart des Verbands Caucalidion lappulae.
Die ökologischen Zeigerwerte nach Landolt et al. 2010 sind in der Schweiz: Feuchtezahl F = 2+ (frisch), Lichtzahl L = 3 (halbschattig), Reaktionszahl R = 4 (neutral bis basisch), Temperaturzahl T = 4 (kollin), Nährstoffzahl N = 3 (mäßig nährstoffarm bis mäßig nährstoffreich), Kontinentalitätszahl K = 4 (subkontinental).

## Systematik
Die erste Veröffentlichung erfolgte 1753 als Delphinium consolida L. durch Carl von Linné in Species Plantarum, Tomus I, S. 530–531. Als Erstbeschreibung gilt Consolida regalis Gray durch Samuel Frederick Gray in A Natural Arrangement of British Plants, Volume 2, 1821, S. 711.
Je nach Autor gibt es etwa zwei Unterarten:
- Consolida regalis subsp. paniculata (Host) Soó (Syn.: Delphinium paniculatum Host): Sie kommt in der Slowakei, in Ungarn, auf der Balkanhalbinsel, in Italien, Slowenien, Rumänien, Bulgarien, Moldawien, in der Ukraine, in Russland, im Kaukasusraum, in der Türkei und in Georgien vor.[7]
- Consolida regalis Gray subsp. regalis: Sie kommt in Europa, im Kaukasusraum, in der Türkei und im westlichen Sibirien vor.[7]

## Giftigkeit
Alle Pflanzenteile sind giftig, insbesondere die Samen. Die Samen enthalten bis zu 1,4 % Alkaloide, hauptsächlich Lycoctonin, Delcosin und Delsonin.
Die Wirkung ist ähnlich dem Aconitin, aber schwächer. Früher  sind bei der Aufnahme größerer Mengen Vergiftungserscheinungen bei Rindern aufgetreten.

## Verwendung
Früher wurden die alkaloidarmen Blüten als Heilmittel eingesetzt, etwa bei Augenleiden, oder als magisches Mittel. Da Belege für die Wirksamkeit fehlen, ist die Droge als Arznei nicht mehr gebräuchlich.
Häufig findet man getrocknete Blüten wegen ihrer schönen blauen Farbe aber noch als Schmuckdroge, besonders in Blasen- und Nierentees und auch in Teemischungen für andere Indikationen.

## Bilder

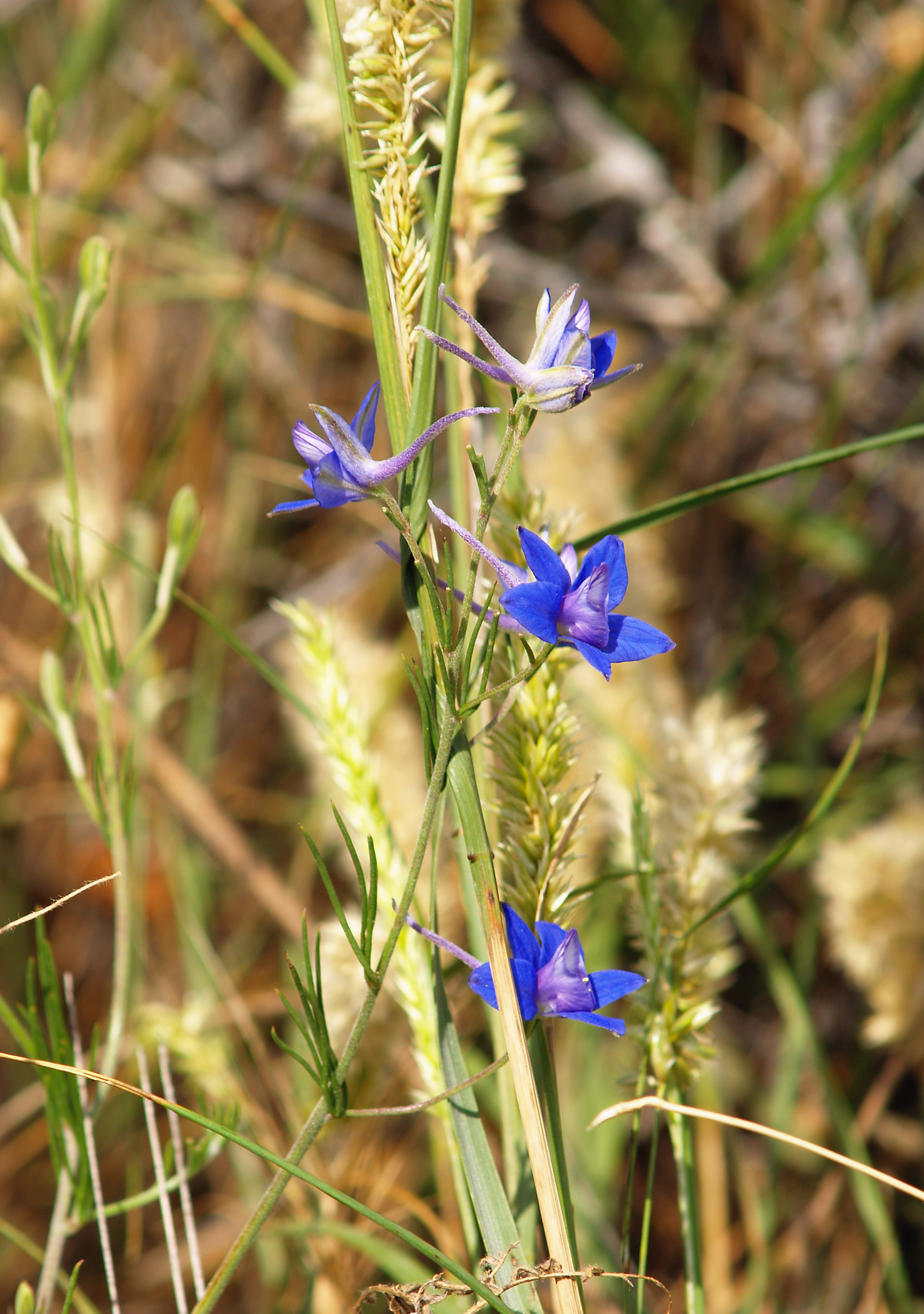
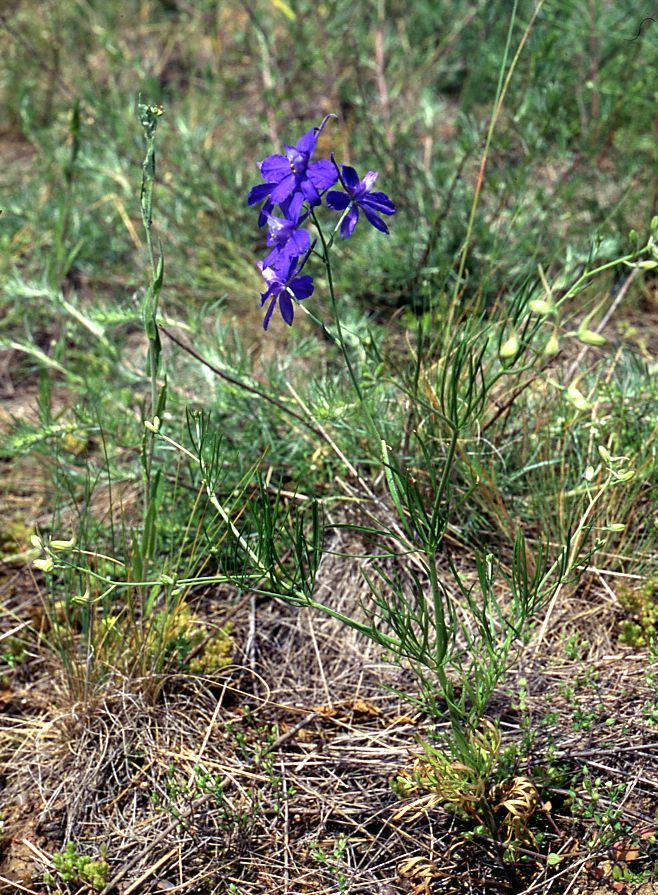
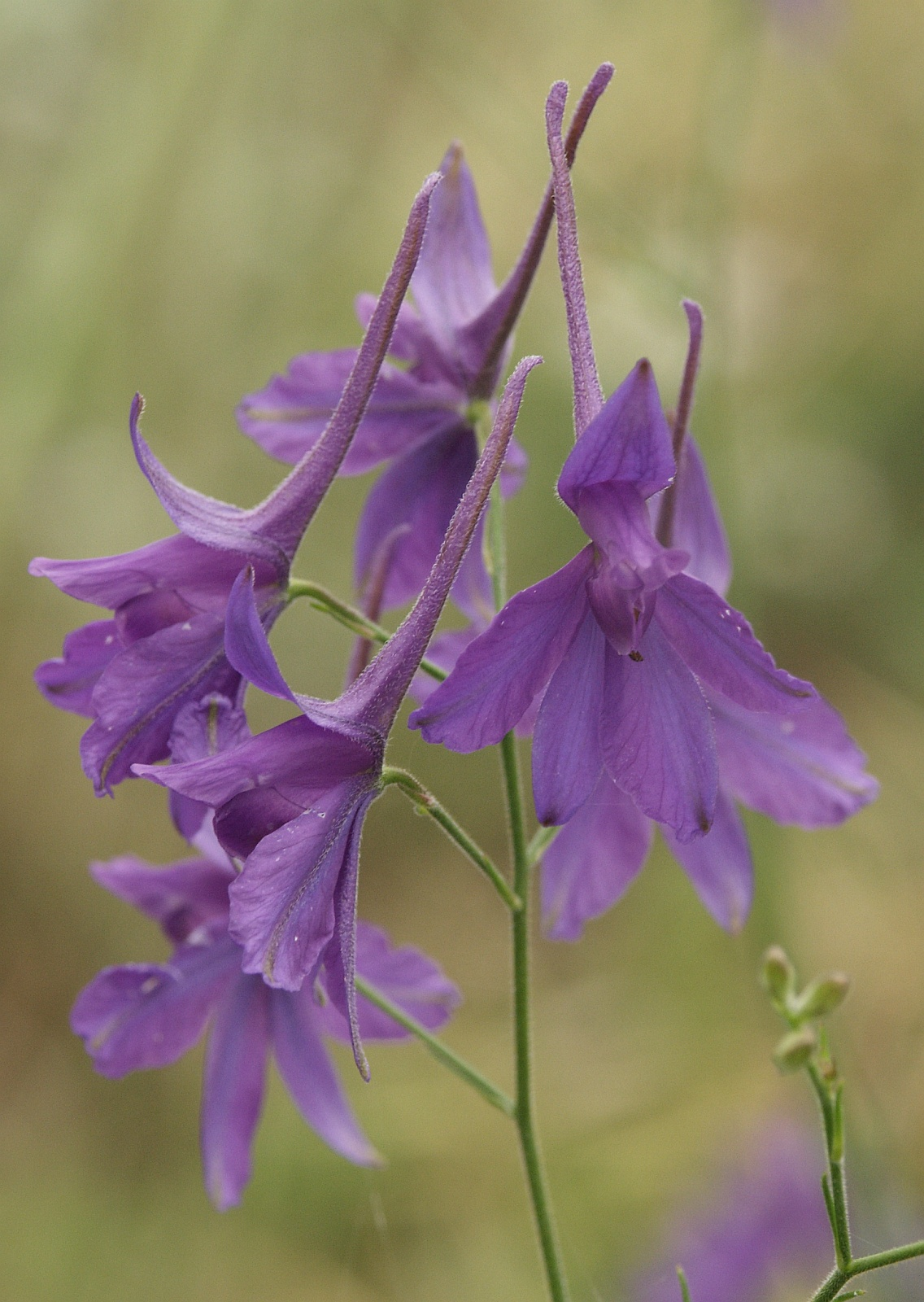
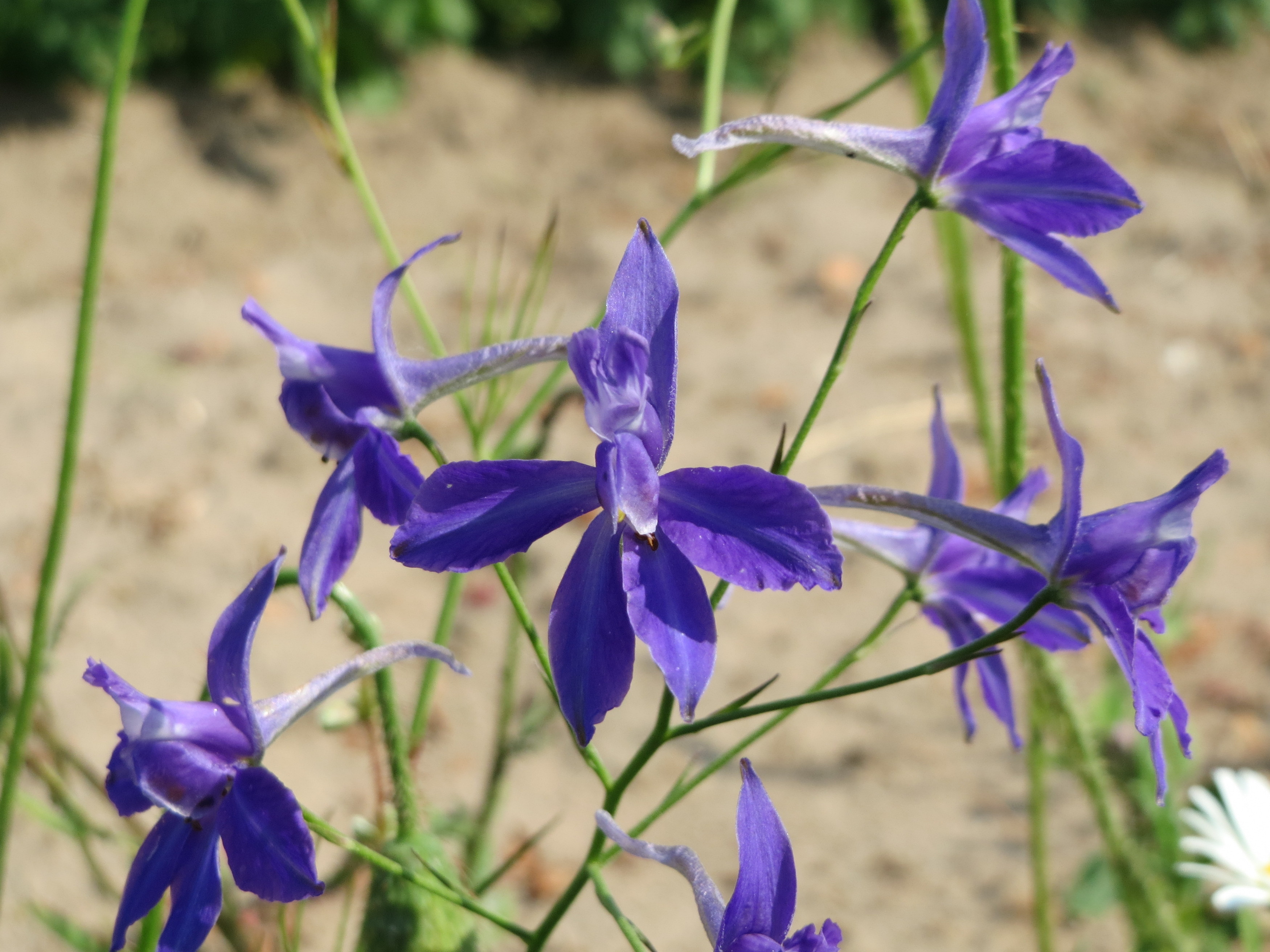
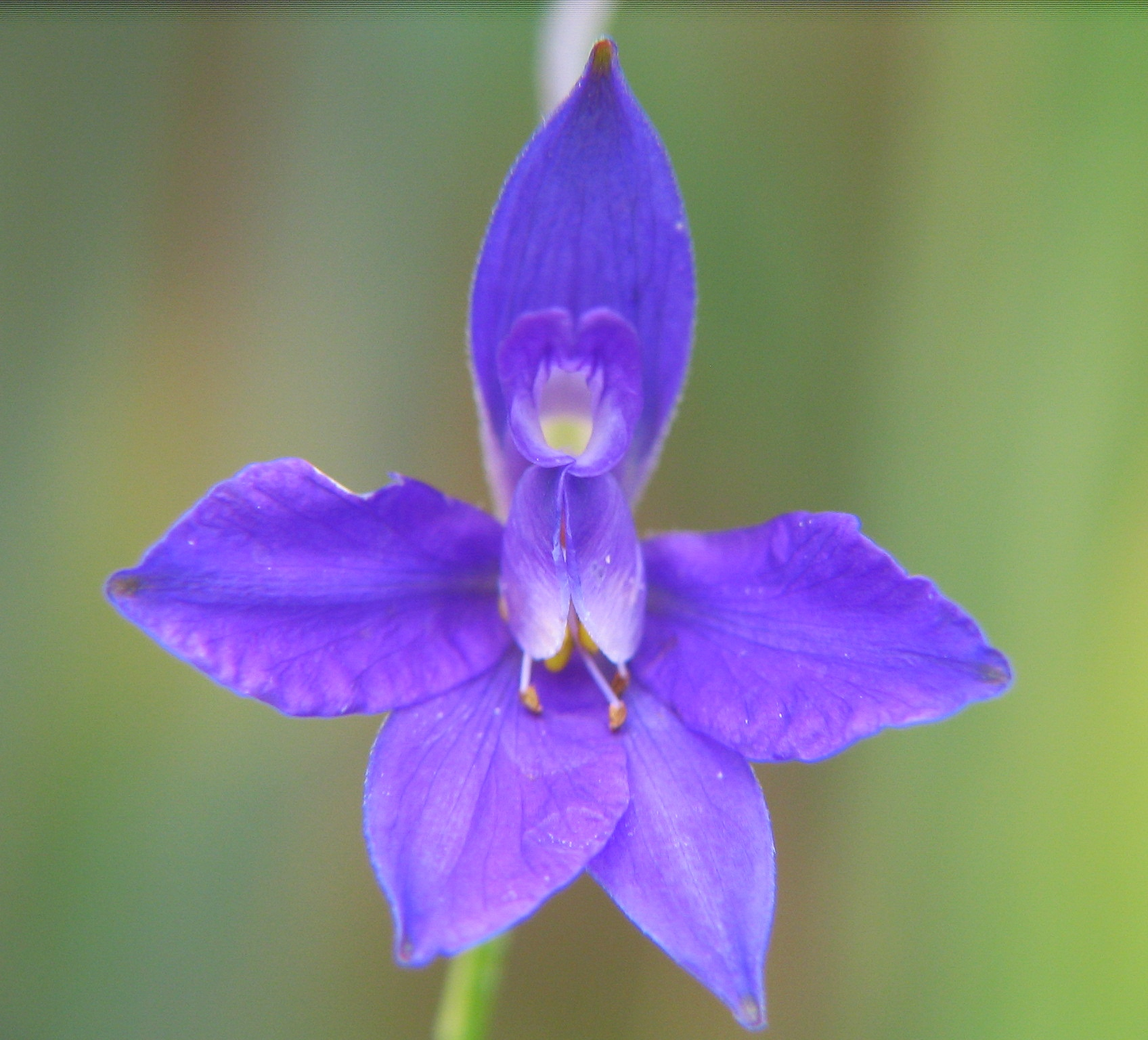

## Trivialnamen
Für den Gewöhnlichen Feldrittersporn bestehen bzw. bestanden auch die weiteren deutschsprachigen Trivialnamen: Addersporn (mittelniederdeutsch), Adebarsnibben (Mecklenburg, Pommern), Hornkümmel (Schlesien), Kappelkraut, Kreienfot (Mecklenburg), Lerchenklau (Ostpreußen), St. Ottilienkraut, Rätterspuren (Siebenbürgen), Ridderblomen (niederdeutsch), Rittersblume, Ritterspiel, Ritterspörlein, Rittersporen (Eifel), Rittersporn, Rydderblomen (mittelniederdeutsch) und Sporlin (mittelhochdeutsch).

## Geschichte

### Historische Abbildungen

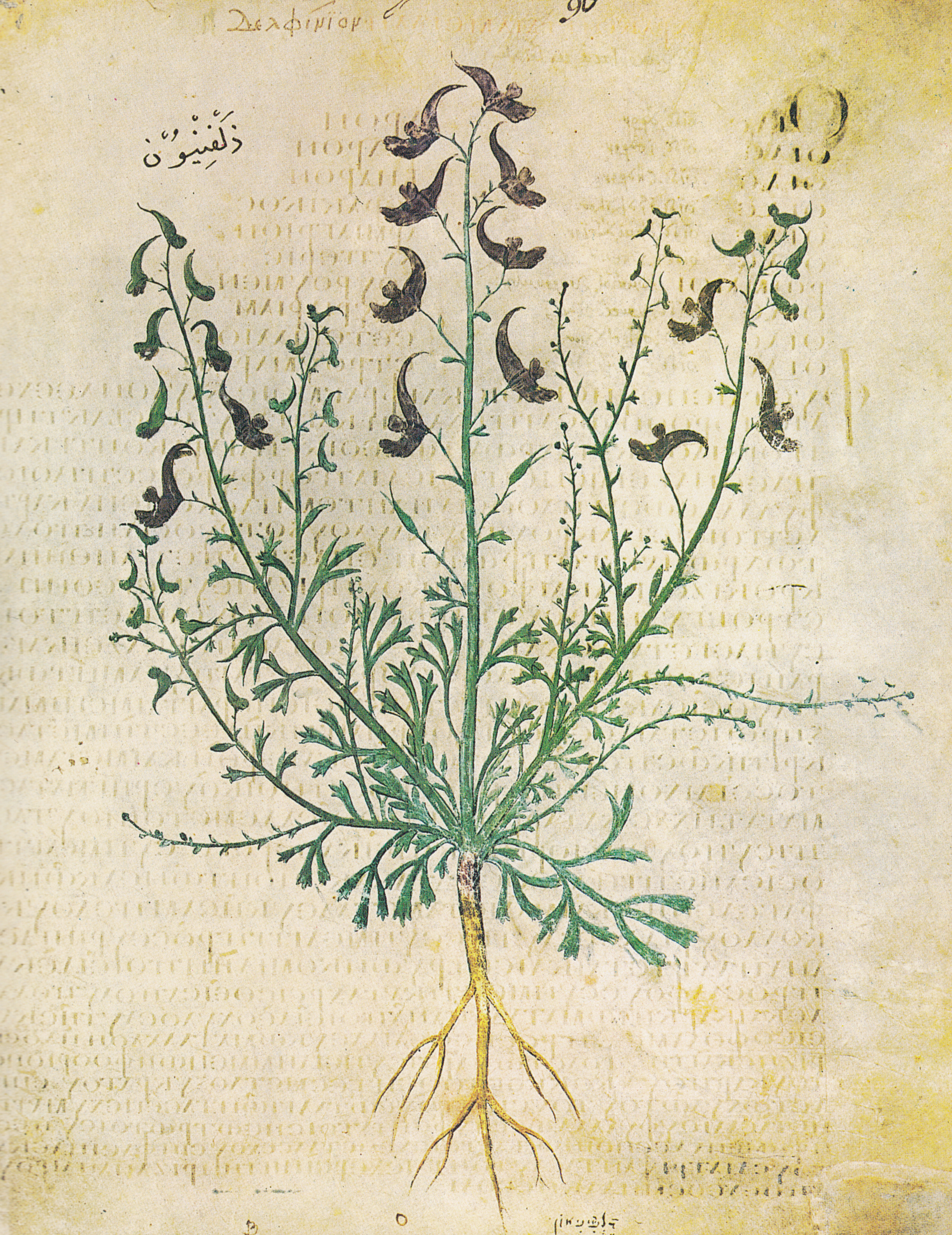
Wiener Dioskurides 6. Jahrhundert
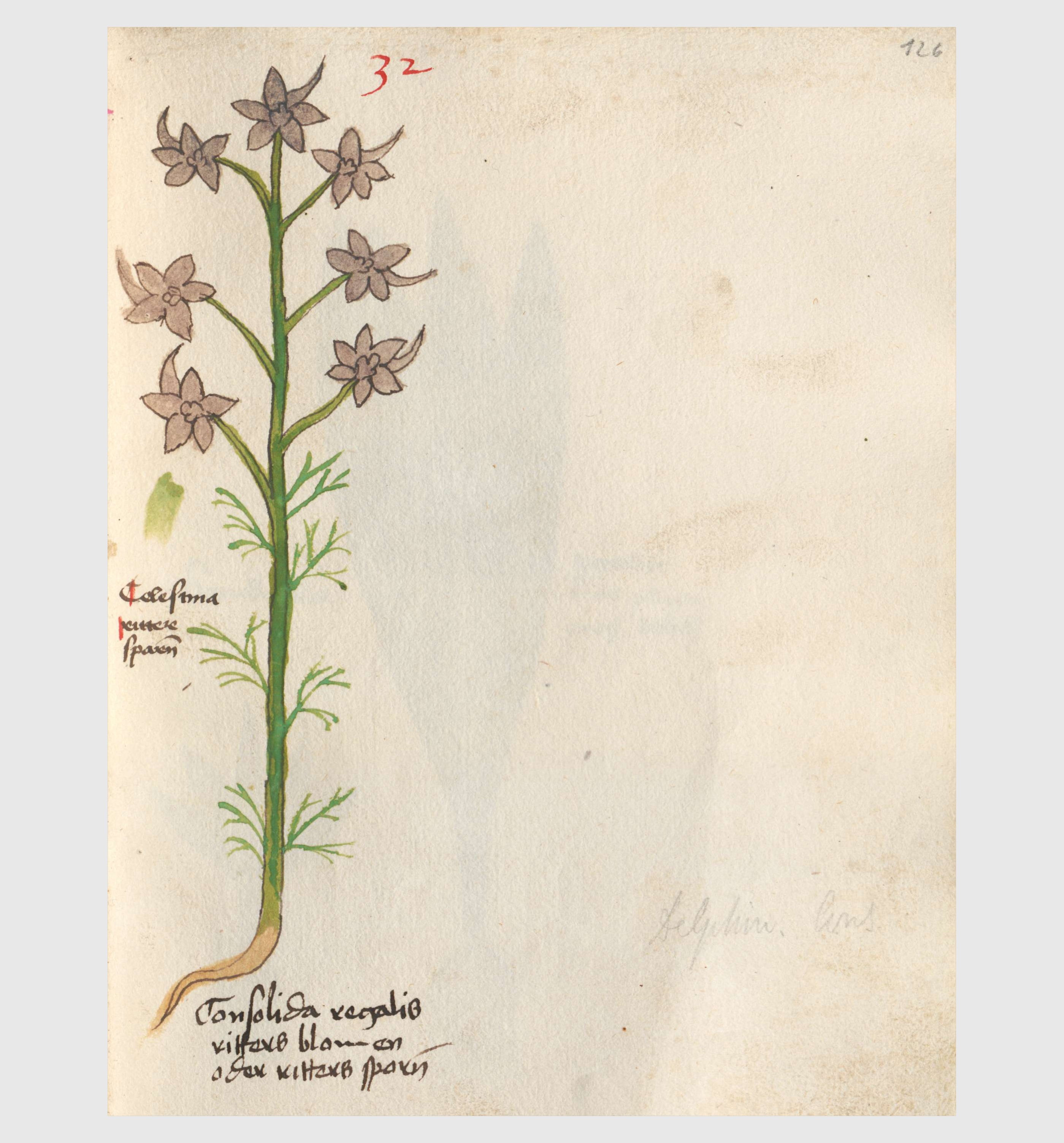
Vitus Auslasser 1479
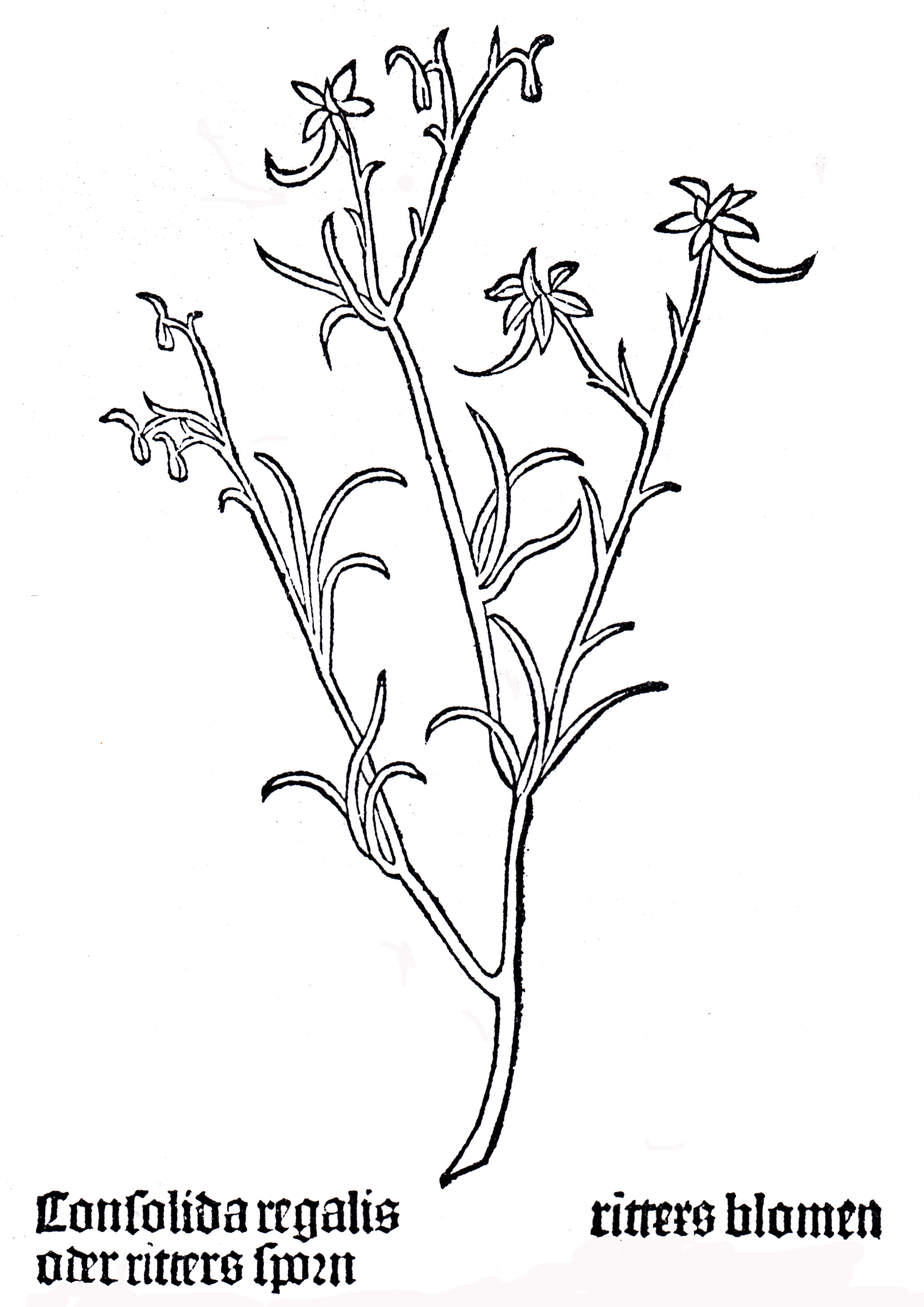
Gart der Gesundheit 1485
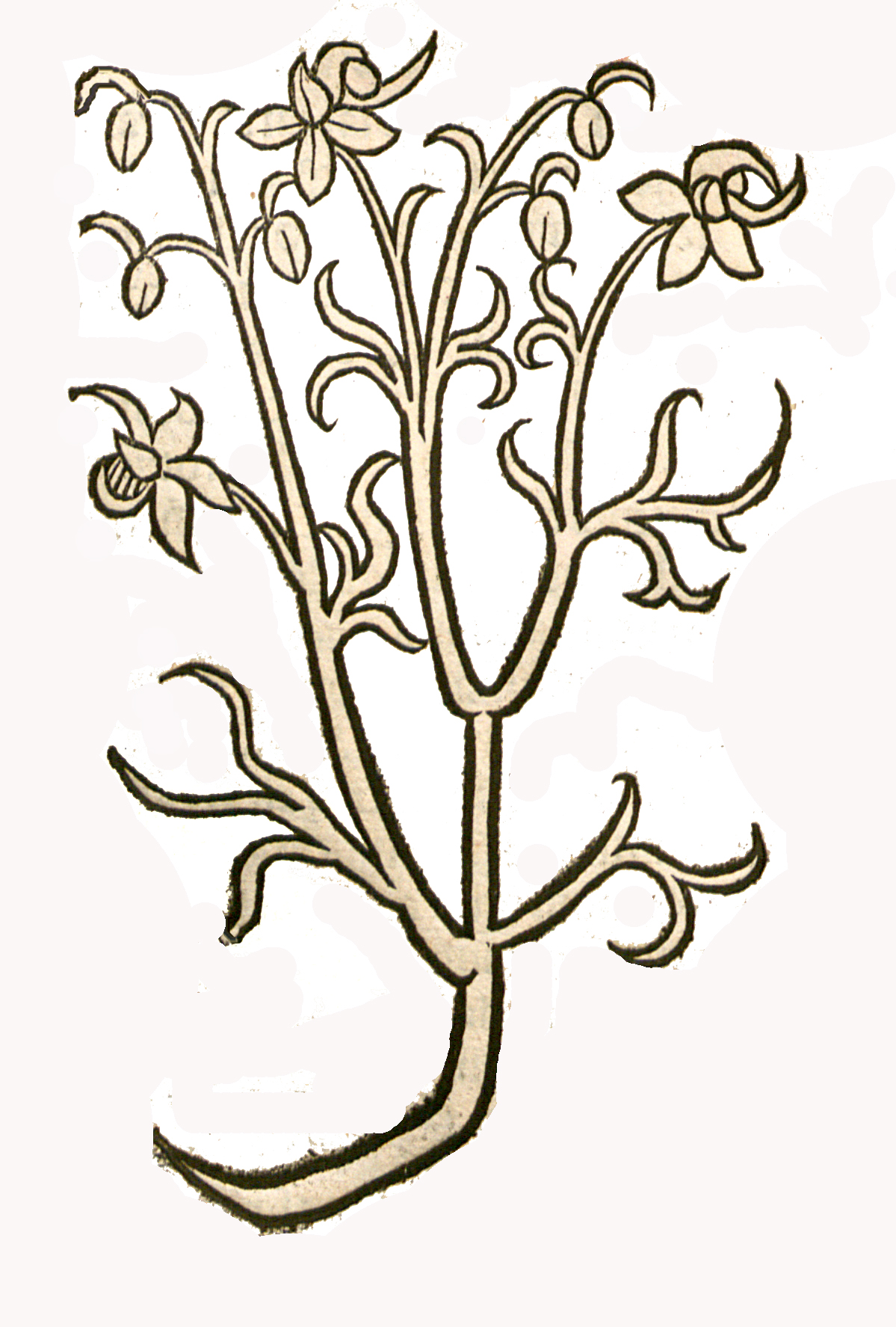
Hortus sanitatis 1491

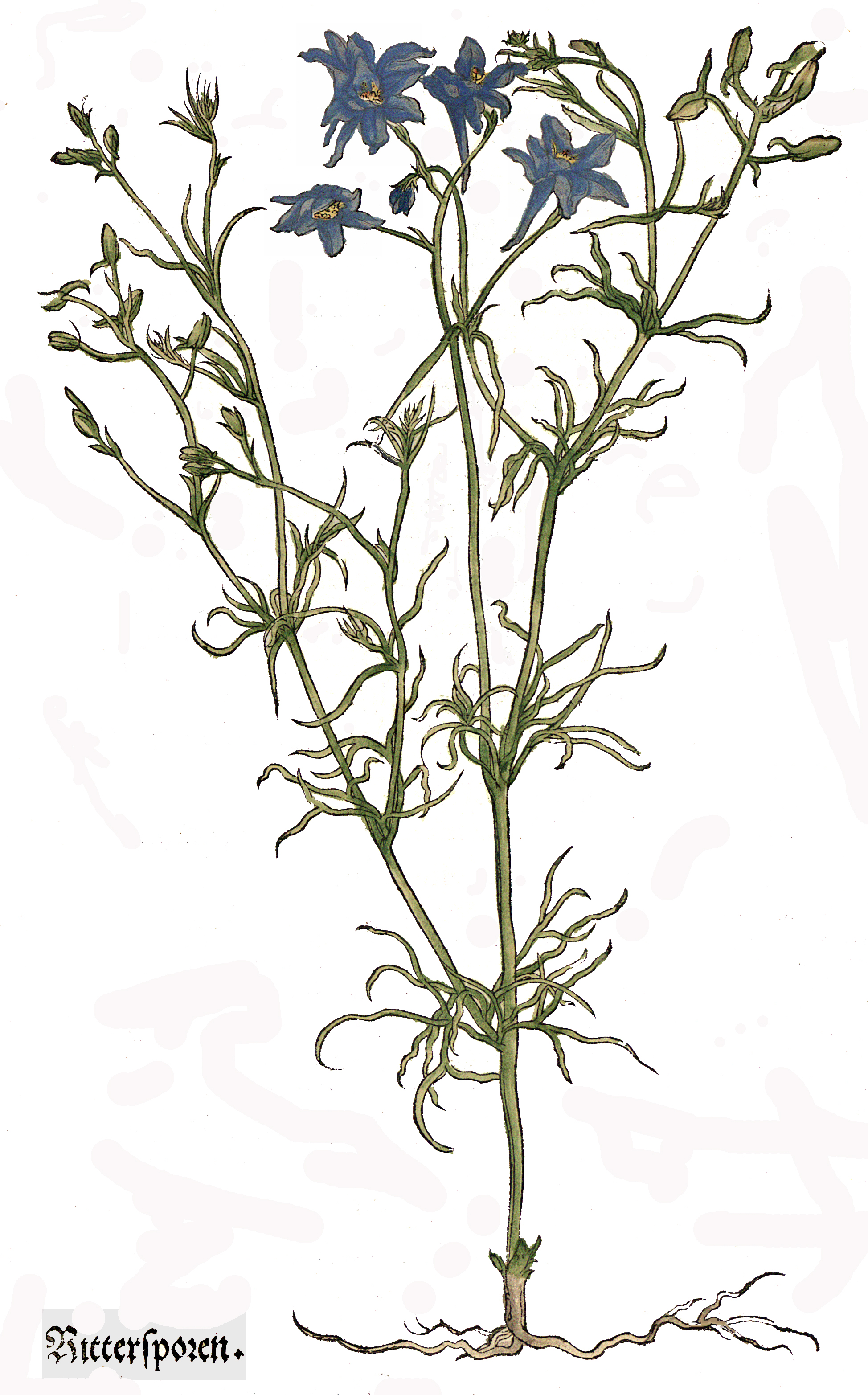
Otto Brunfels 1532
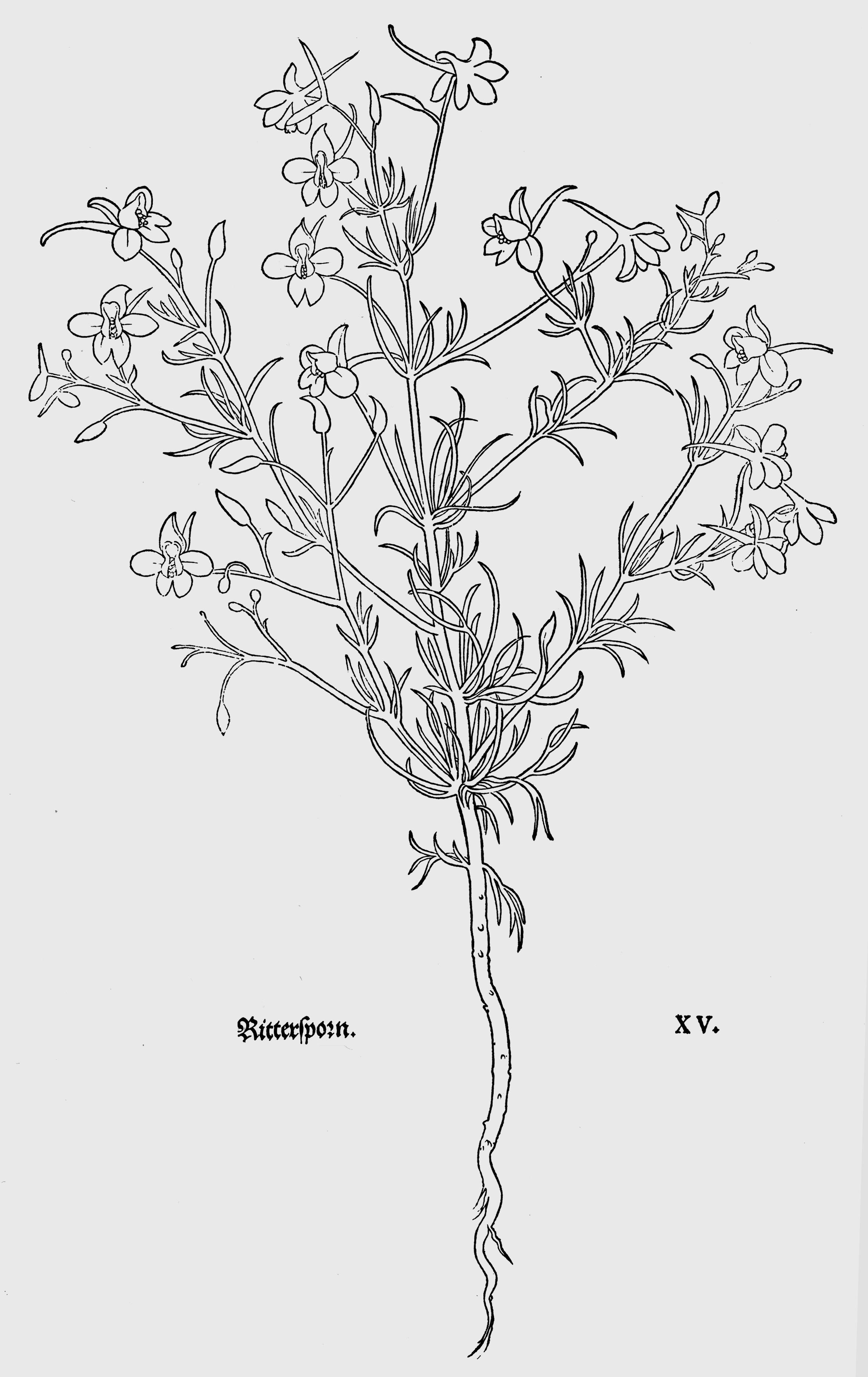
Leonhart Fuchs 1543
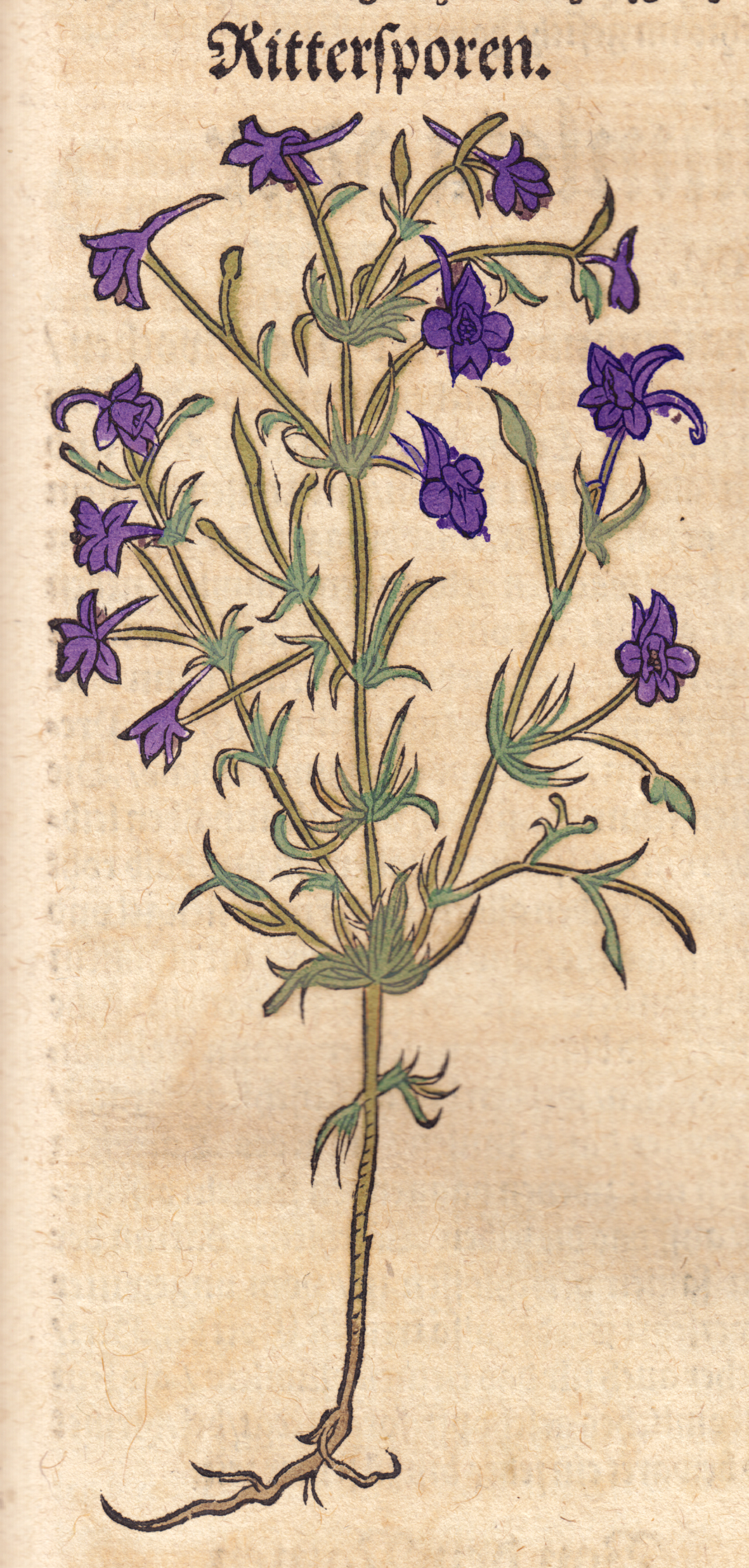
Hieronymus Bock 1546
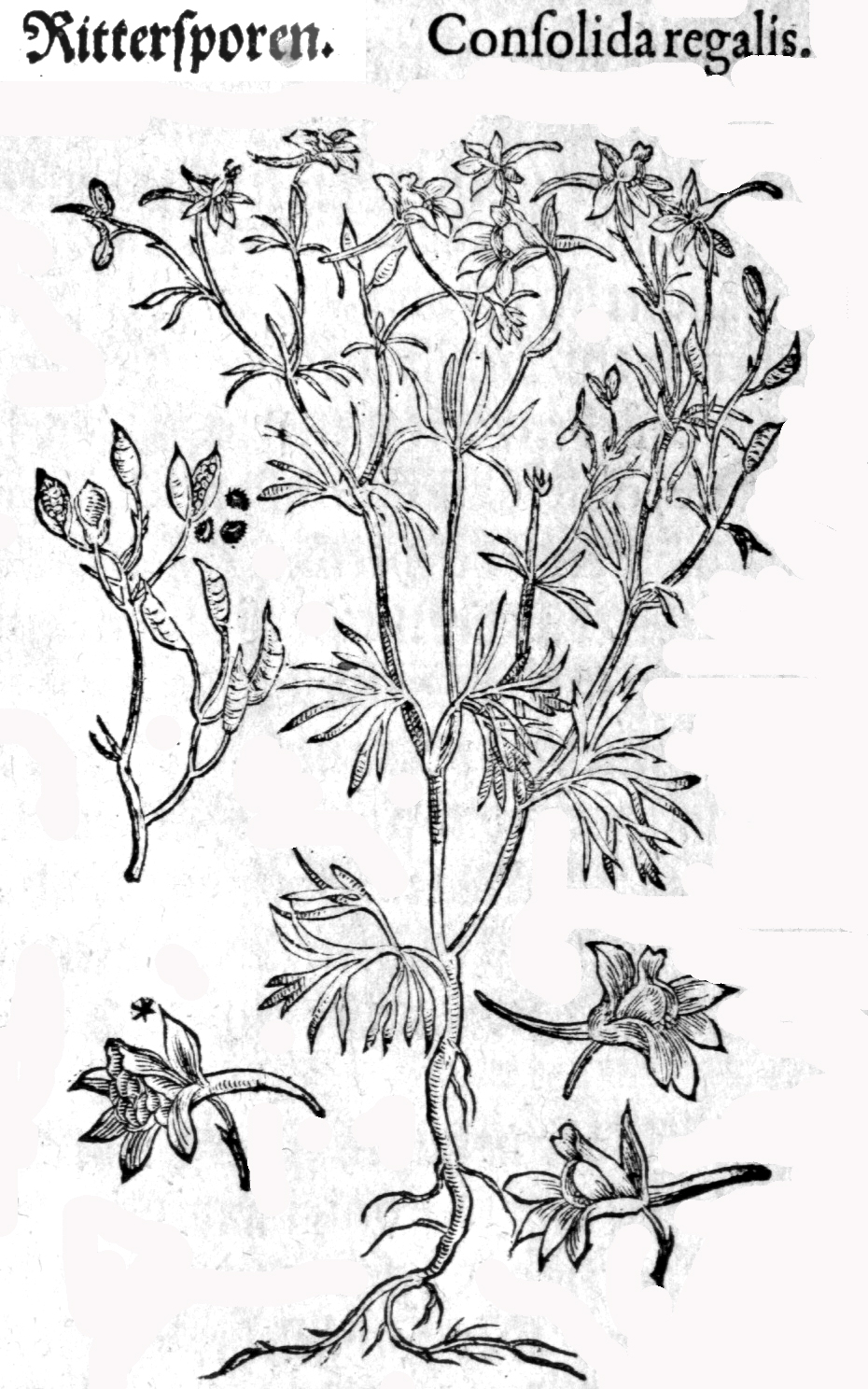
Mattioli / Handsch / Camerarius 1586